# Cosme Hoàng Van Dat

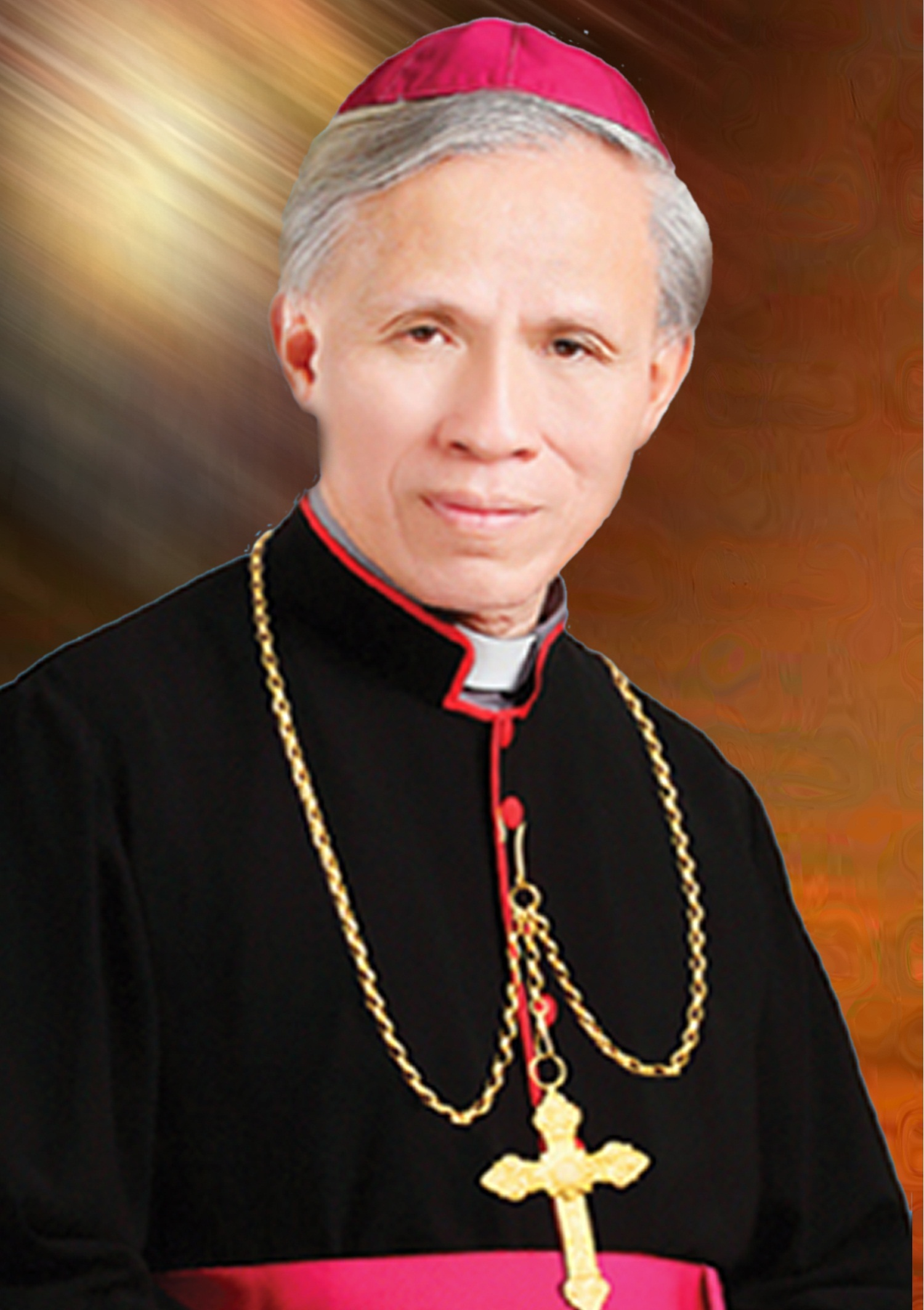
Cosme Hoàng Van Dat

Cosme Hoàng Van Dat SJ (* 20. Juli 1947 in Xuan Lai) ist ein vietnamesischer Ordensgeistlicher und emeritierter römisch-katholischer Bischof von Bắc Ninh.

## Leben
Cosme Hoàng Van Dat trat der Ordensgemeinschaft der Jesuiten bei, legte am 16. April 1968 die Profess ab und empfing am 5. Juni 1976 die Priesterweihe.
Papst Benedikt XVI. ernannte ihn am 4. August 2008 zum Bischof von Bắc Ninh. Die Bischofsweihe spendete ihm der Bischof von Đà Lạt, Pierre Nguyên Van Nhon, am 7. Oktober desselben Jahres; Mitkonsekratoren waren Joseph Chau Ngoc Tri, Bischof von Đà Nẵng, und Joseph Vu Van Thien, Bischof von Hải Phòng.
Papst Franziskus nahm am 17. Juni 2023 seinen altersbedingten Rücktritt an.